# Wim Meutstege
Wim Meutstege (* 28. července 1952, Deventer) je bývalý nizozemský fotbalista, obránce.

## Fotbalová kariéra
Začínal v Go Ahead Eagles. V nizozemské lize hrál za Excelsior Rotterdam, Spartu Rotterdam a AFC Ajax, se kterým získal 2 mistrovské tituly a jednou nizozemský pohár. V Poháru mistrů evropských zemí nastoupil v 6 utkáních a v Poháru UEFA nastoupil také v 6 utkáních. Za nizozemskou reprezentaci nastoupil v roce 1976 v 1 utkání, kdy byl členem nizozemské reprezentace na Mistrovství Evropy ve fotbale 1976, kde Nizozemí získalo bronzové medaile za 3. místo. Nastoupil jako střídající hráč v utkání o třetí místo proti Jugoslávii.

## Ligová bilance
| Ročník                    | Zápasy | Góly | Klub                |
| ------------------------- | ------ | ---- | ------------------- |
| Eredivisie 1970/71        | 0      | 0    | Go Ahead Eagles     |
| Eredivisie 1971/72        | 30     | 0    | Excelsior Rotterdam |
| Eredivisie 1972/73        | 34     | 3    | Excelsior Rotterdam |
| Eredivisie 1973/74        | 34     | 2    | Sparta Rotterdam    |
| Eredivisie 1974/75        | 25     | 0    | Sparta Rotterdam    |
| Eredivisie 1975/76        | 34     | 2    | Sparta Rotterdam    |
| Eredivisie 1976/77        | 26     | 1    | Sparta Rotterdam    |
| Eredivisie 1977/78        | 32     | 0    | Sparta Rotterdam    |
| Eredivisie 1978/79        | 33     | 1    | AFC Ajax            |
| Eredivisie 1979/80        | 29     | 1    | AFC Ajax            |
| CELKEM 1. nizozemská liga | 277    | 10   |                     |